# Tchirpan
Pour l'obchtina de Bulgarie, voir Tchirpan (obchtina).
Tchirpan est une ville de l’oblast de Stara Zagora, en Bulgarie.

## Culture
Construite en 1867 à Tchirpan, la galerie-musée Nikola-Manev abrite initialement un musée de la Révolution avant d'être rachetée en 2000 par le peintre Nikola Manev (bg) pour devenir une galerie d'art.